# 金允侯
金 允侯（キム・ユンフ、生没年不詳）は、13世紀中頃に活躍した高麗人。元は無名の僧侶であったが、高麗国に侵攻したモンゴル帝国軍の主将のサリクタイを射貫くことでモンゴル軍を撤退に追い込んだことで知られる。

## 概要
金允侯の前半生については全く記録がないが、僅かに僧侶として白峴院に住んでいたことだけが伝わっている。金允侯が生きた時代はモンゴル帝国の全盛期であり、1231年に高麗国に侵攻したモンゴル帝国軍は短期間で首都の開京を包囲し高麗朝廷を屈服させることに成功した。しかし、モンゴルの派遣したダルガチ（監督官）の横暴な振るまいに不満を抱いた高麗朝廷は1232年に早くもモンゴルに背き、江華島への遷都を強行した。再び高麗国に侵攻したサリクタイ率いるモンゴル軍は江華島を攻めあぐね、高麗朝廷と使者のやり取りを続ける一方で高麗本国各地を蹂躙した。
この頃、金允侯はモンゴル軍の侵攻を逃れて水州に属する処仁城という小城に逃れていたが、この地を包囲していたサリクタイを射貫くことに成功し、司令官が戦死したモンゴル軍は副将のテゲ・コルチに率いられて撤退せざるを得なくなった（処仁城の戦い）。思わぬ戦勝に喜んだ高麗王の高宗は金允侯を上将軍に抜擢しようとしたが、金允侯は「戦闘が始まるに当たり、私は弓矢すら持っていませんでした。どうして一人だけかくも重い賞与を受けることができましょうか」と述べて固辞したため、高宗は改めて摂郎将の地位を授けたという。
その後、金允侯は忠州山城の防護別監とされたが、この地もモンゴル兵の包囲を受け、70日余りの包囲戦によって城内の食糧はほとんど尽きてしまった。そこで、金允侯は配下の士卒に「もし力を尽くしてモンゴル兵を撃退できれば、貴賤に関係なく皆に官爵を授けよう」と述べ、その証として官・奴の身分を記した簿籍を燃やし、更に獲得した牛馬を分け与えた。これによって士気の上がった高麗兵は死にものぐるいの戦いでモンゴル兵を撃退することに成功し、この功績により金允侯は監門衛上将軍とされ、約束通り配下の者達も官爵を与えられた。
忠州山城の戦いの後に金允侯は東北面兵馬使とされたが、高麗国の東北面は既にモンゴル帝国の支配下に入っており、実際に赴任地に行くことはなかった。金允侯は守司空・右僕射の地位にまで至ったがそこで官を辞し、以後の消息は伝わっていない。